# 日昌丸
日昌丸（にっしょうまる）は、南洋海運が1939年に建造した貨客船。日本の大型外航貨客船のうち病院船以外で太平洋戦争を生き残った唯一の船である。1956年には戦後初の巡航見本市船として東南アジア各地を回り、記念切手も発行された。

## 建造
「日昌丸」の船主である南洋海運は、1935年（昭和10年）に設立の国策会社であった。日本とオランダ領東インド（蘭印）などを結ぶ東南アジア航路の競争調整のため逓信省の仲介があり、石原産業海運、大阪商船、日本郵船および南洋郵船からの共同出資により設立された。
本船は、1938年（昭和13年）に南洋海運が建造した貨客船「日蘭丸」の同型2番船である。この「日蘭丸」級は南洋海運にとって初めての新造貨客船で、基本設計は石原産業海運が現物出資した貨客船「名古屋丸」級の改良型にあたる。建造は三菱重工業神戸造船所で行われ、1939年（昭和14年）に進水、同年7月20日に竣工した。

## 運用

### 戦前
竣工した「日昌丸」は、蘭印のジャワ島行き航路に花形客船として就航した。1940年（昭和15年）の第二次日蘭会商では、日本側首席代表の小林一三商工大臣や芳澤謙吉元外務大臣のバタヴィア入りに使用された。
日本と連合国側の軍事的緊張が高まると、1941年11月には蘭印在留日本人の本土引き揚げにも従事している。

### 戦中（1941-1943年）
1941年（昭和16年）に太平洋戦争が勃発すると、「日昌丸」は船舶運営会の統制下で運航された。1942年（昭和17年）3月27日午前3時15分頃、門司から大連へ空荷で回航するため巨文島沖北緯33度56分 東経127度30分 / 北緯33.933度 東経127.500度を速力13.5ノットで航行していたところ、アメリカ海軍潜水艦「ガジョン」による魚雷攻撃を受けた。右舷3番船倉付近に魚雷1発が命中して爆発、デリックや船倉蓋が吹き飛ばされ、船体は左舷まで亀裂が生じて切断寸前となった。浸水により船は左舷に23度も傾斜し、船首も大きく沈下したため船尾のスクリューが空中に浮き上がった状態まで陥ったが、後部の5番・6番船倉に注水することで航行可能となり、現地漁船の支援を受けて同日正午頃に巨文島へ自主的に擱座した。被雷直後の混乱の中で救命ボートに乗って退船した船員17人があり、3日後に駆逐艦「朝風」により収容されたが、漂流中に3人が死亡していた。「日昌丸」は、鎮海警備府指揮下から派遣された駆潜艇1隻の警護を受けながら日本サルヴェージにより約1か月がかりで応急修理された後、釜山港の朝鮮重工業釜山ドックで完全復旧された。釜山での工事は、船体を完全切断した後に繋ぎ合わせる大規模作業を要した。
1942年秋に「日昌丸」は戦列復帰した。1943年（昭和18年）3月には日本陸軍により軍隊輸送船として徴用され、パラオ・ハルマヘラ島・ニューギニア島西部方面への輸送任務に従事し、少なくとも以下の護送船団へ加入している。
- P502船団で5月2日にパラオ発・5月10日に佐伯港着[12]。
- フ407船団で8月4日にパラオ発・8月11日に宇品着[13]。
- H1船団で10月10日にマニラ発・ハルマヘラ経由・11月11日にマノクワリ着[14]。

### 戦中（1944-1945年）
1944年（昭和19年）中旬以降はフィリピンの戦いに向けたルソン島への増援部隊輸送のため、以下のようにヒ船団へ一部区間加入するなどした。モマ01船団では同行した姉妹船「日蘭丸」が撃沈され、ヒ68船団やヒ71船団のように大損害を被った船団にも加わっていたが、本船は損傷せずに切り抜けた。なお、ヒ68船団加入時には、捕虜1550人を護送するいわゆるヘルシップとして使用されていた。
- ヒ63船団に加入して5月13日に門司発・5月18日にマニラで離脱して搭載物件を揚陸。6月1日にマニラを出港してヒ62船団へ途中加入、6月8日に六連島泊地へ到着[16]。
- モマ01船団で7月3日に門司発・「日蘭丸」撃沈・7月15日にマニラ着[17]。荷役後にヒ68船団へ途中加入、7月24日にマニラ発で高雄港へ向かう（以降詳細不明）。
- ヒ71船団で8月10日に伊万里湾発・8月15日に馬公経由・8月21日にマニラで離脱して輸送物件揚陸[18][注 1]。マモ02船団で8月27日にマニラ発・9月4日に門司着[21]。
- ヒ83船団で11月25日に門司発・11月30日に高雄で離脱[22]。

「日昌丸」は、高雄で「有馬山丸」「和浦丸」「鴨緑丸」ともにタマ35船団を編成した。この船団は当時の日本陸軍に残る最優秀船を集めたもので、歩兵第39連隊・歩兵第71連隊によりレイテ島の戦いで逆上陸決戦を仕掛ける決号作戦の強行輸送に使用する計画であった。12月5日に高雄を出た船団は、敵機動部隊を警戒しつつ12月11日にマニラへ進出する。12月14日に第10次多号作戦船団として出撃予定で準備が進められたが、直前にアメリカ軍のミンドロ島上陸船団が発見された影響で作戦中止となった。出撃すれば沈没は確実な状況だった。
決号作戦中止で台湾へ戻った「日昌丸」は、再びルソン島への増援輸送に向かった。空襲激化でマニラはすでに危険となっていたため、北サンフェルナンドで揚陸。帰路は「和浦丸」など輸送船4隻・護衛艦5隻から成るマタ38船団またはマタ37船団を編成して、12月30日に北サンフェルナンドを出港するも再びアメリカ第5空軍の陸軍機約30機による空襲を受け、機銃掃射で甲板や上部構造物は穴だらけとなった。僚船のうち貨物船「室蘭丸」（日本郵船：5374総トン）が沈没、貨物船「帝海丸」（帝国船舶：7691総トン）が大破擱座、残る「和浦丸」も被爆小破したため船団はラポッグ湾へ一時退避。翌12月31日に航行を再開して、1945年1月2日に高雄へたどり着くことができた。
南方航路全体が閉塞されていく中、1945年（昭和20年）2月12-28日に往路はモタ36船団・復路はタモ44船団に加入して門司・基隆間を往復し、台湾から日本本土へ最後の引揚輸送を成功させた。その後、致命的な損傷を受けることなく終戦の日を迎えた。太平洋戦争前に51隻を数えた日本の大型外航貨客船のうち、終戦時に健在だったのは本船のほか病院船として保護された「氷川丸」だけであった。なお、終戦前、日本陸軍は「日昌丸」の活躍を称えて武功旗を贈っている。

### 戦後
終戦直後に数少ない行動可能な大型船だった「日昌丸」は、GHQの下部組織である日本商船管理局（en:Shipping Control Authority for the Japanese Merchant Marine, SCAJAP）によりN032の管理番号（SCAJAPナンバー）を割り当てられ、占領地などに取り残された日本人の引揚者・復員兵の輸送に従事した。肥料などの緊急物資輸送も行った。1949年（昭和24年）に南洋海運の東京船舶（日本郵船傘下）への改組に伴い、船主が変わっている。
戦後の混乱期を脱した後、「日昌丸」は、戦前と同じ日本とインドネシア（旧蘭印）を結ぶ航路に復帰した。その合間の1956年（昭和31年）には、日本機械輸出組合の要請により、戦後初となる巡航見本市船の任務を果たしている。日本製機械類を積載して同年12月18日に東京港を出港、約4か月間の行程でシンガポール、ジャカルタ、バンコク、マニラ、ムンバイおよびカラチなどを回った。日本ではこの航海を記念して「日昌丸」の図案が描かれた日本機械巡航見本市記念切手が発行されている。
インドネシア航路にも新造船が就役する中で「日昌丸」は運航を続けたが、1965年（昭和40年）2月、石川島播磨重工にて解体された。